# Siegfried Haß
Siegfried Haß (* 7. Juni 1898 in Burg an der Wupper; † 14. Dezember 1987 in Nordhorn) war ein deutscher Generalleutnant im Zweiten Weltkrieg.

## Leben
Haß trat während des Ersten Weltkriegs am 12. August 1916 als Fahnenjunker in das Reserve-Jäger-Bataillon Nr. 1 ein. Von Februar bis Ende Juni 1917 folgte die Kommandierung an die Kriegsschule Döberitz und im Anschluss daran kam er mit seinem Bataillon an die Front. Verletzungsbedingt befand er sich im August 1917 im Lazarett, dann wieder an der Front, wo er am 20. Juli 1918 zum Leutnant befördert wurde. Für sein Wirken hatte man ihn mit dem Eisernen Kreuz II. Klasse und dem Verwundetenabzeichen in Schwarz ausgezeichnet.
Nach Kriegsende, Rückführung in die Heimat und Demobilisierung schloss er sich kurzzeitig dem Freikorps Yorck an und wurde dann in die Reichswehr übernommen.
Als Bataillonskommandeur im Infanterie-Regiment 57 der 9. Infanterie-Division diente er im Westfeldzug und dann im Deutsch-Sowjetischen Krieg. Ab dem 27. Oktober 1941 war Haß Kommandeur des Infanterie-Regiments 57 und hatte am 12. September 1942 das Deutsche Kreuz in Gold erhalten. Seit dem 5. November 1943 wurde er in die Führerreserve versetzt und besuchte einen Divisionsführerlehrgang in Berlin. Im Anschluss betraute man Haß ab dem 30. Januar 1944 mit der stellvertretenden Führung der 11. Infanterie-Division. Er befehligte die Einheit bis zum Februar 1944. Ab dem 16. Februar 1944 mit der Führung der 170. Infanterie-Division beauftragt, wurde Haß am 1. Juni 1944 als Generalmajor Divisionskommandeur und am 18. Februar 1945 mit dem Ritterkreuz des Eisernen Kreuzes ausgezeichnet. Haß geriet nach Kriegsende in britische Kriegsgefangenschaft, aus der er im Juli 1947 entlassen wurde.
Er lebte im Siegerland und war dort Vorsitzender des Verbands deutscher Soldaten.